# Cao Xanh
Cao Xanh là một phường thuộc tỉnh Quảng Ninh, Việt Nam.

## Địa lý
Phường Cao Xanh có diện tích 7,14 km², dân số năm 1999 là 13443 người, mật độ dân số đạt 1883 người/km².
Phía Bắc giáp phường Hà Khánh, phía Đông giáp phường Cao Thắng, phía Nam giáp phường Trần Hưng Đạo, phía Tây Nam giáp phường Yết Kiêu và phía Tây giáp Vịnh Cửa Lục.

## Lịch sử
Là khu vực khai thác than từ thời thực dân Pháp với khu Sa Tô (Chateau) hiện nay là chợ Cao Xanh. Dân cư chủ yếu là dân chài và công nhân mỏ. Sau Cách mạng Tháng 8, phường Cao xanh có thêm khu Lò Bát, Xưởng Chè, Bệnh viện Lao được xây dựng.
Hiện nay, các công trình khu đô thị lấn biển và đường bao biển quanh thành phố đang được xây dựng. Phường Cao Xanh kết nối với cầu Bãi Cháy, quốc lộ 18 bằng tỉnh lộ 337 và trục đường bao biển chạy thẳng ra khu bến phà cũ.
Các công trình tại phường hiện nay:
1. Trụ sở Viện Kiểm Sát Nhân dân Tỉnh
2. Cục Thi Hành án dân sự
3. Trường Đoàn Thị Điểm
4. Chợ Xa Tô
5. Trường Tiểu học Cao Xanh